# Mannar (district)

Situation du district de Mannar.

Le district de Mannar (tamoul : மன்னார் மாவட்டம், singhalais : මන්නාරම දිස්ත්‍රික්කය) est un des vingt-cinq districts du Sri Lanka. Il est un des districts de la province du Nord, dont le chef-lieu est la ville de Mannar.

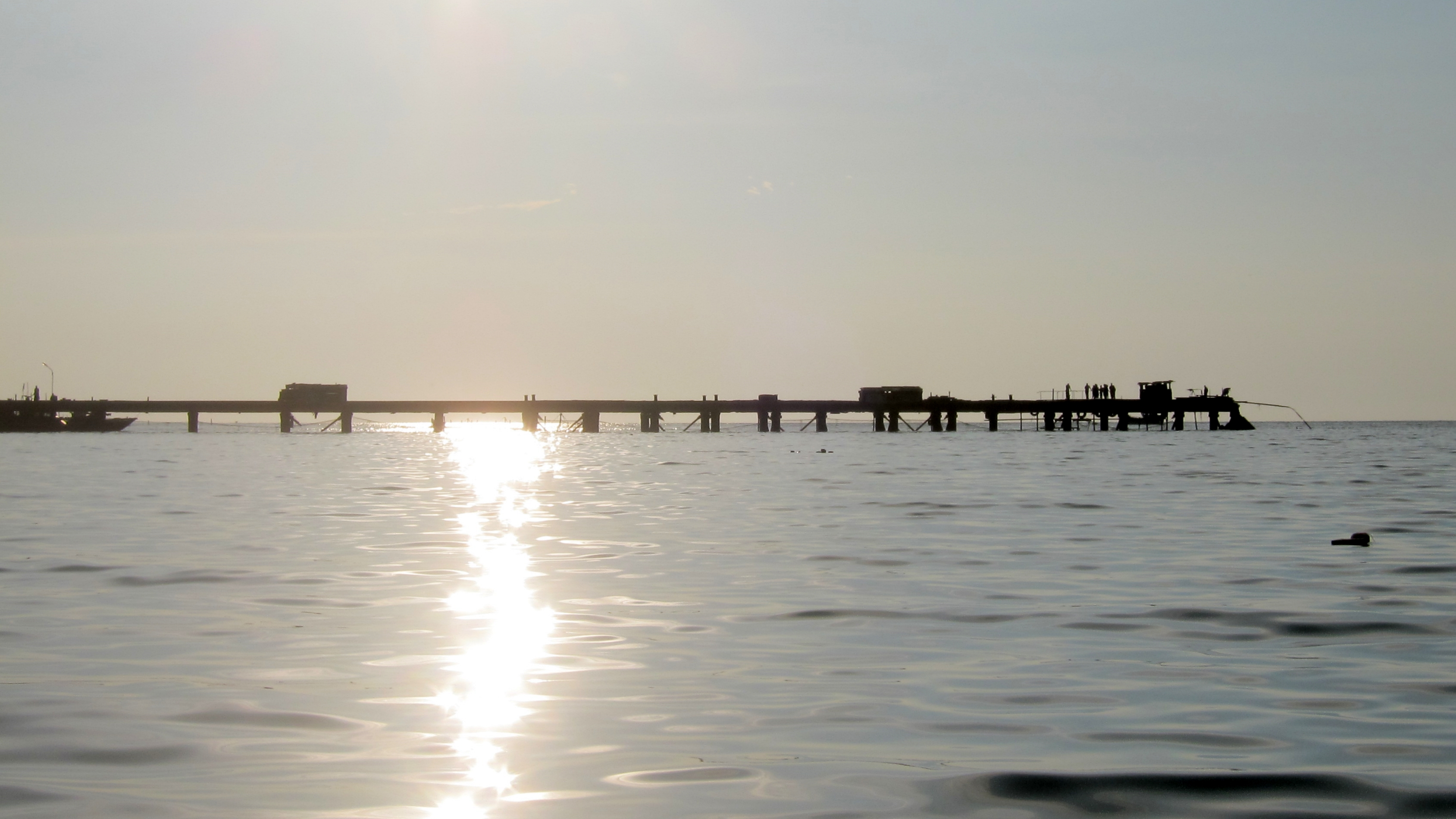